# 伊朗社会主义苏维埃共和国
伊朗社会主义苏维埃共和国（羅馬化：Jomhuri-ye Šurâ-ye Sosiyâlisti-ye Irân），又称波斯社会主义苏维埃共和国、吉兰苏维埃共和国、吉兰共和国、伊朗苏维埃共和国，是建立在今伊朗吉蘭省的一个短命的苏维埃共和国，1920年6月建立，1921年9月灭亡。它由波斯宪政革命的领袖穆尔扎·库切克·汗和他的森林军在红军的帮助下建立。

## 背景
开始于1914年的波斯宪政革命受到布尔什维克取得十月革命成功的影响，进展愈发顺利。1920年5月，苏俄里海区舰队在费多尔·拉斯科尔尼科夫和格里高利·康斯坦丁诺维奇·奥尔忠尼启则的带领下进入里海港口安扎利港。这次任务的目标是追回由反革命白军将领邓尼金带去安扎利的俄国舰艇和军火，这批白军此时正受到驻扎在安扎利港的英军的庇护。安扎利港的英国驻军随后在没有遭受任何抵抗的情况下撤回曼吉勒。
面对英国和伊朗中央政府的联合军事威胁，穆尔扎·库切克·汗曾考虑过许多选择。一年前他步行前往连科兰会见红军以期求得布尔什维克的帮助时，红军已经被迫撤离那里。
在森林军中，许多人认为布尔什维克提供解决当时伊朗和俄国所共同拥有的一些问题——例如上层阶级统治和皇室——的方法。库切克·汗的二把手埃赫萨诺拉·汗·达斯特达成为一个共产主义者，成为主张与布尔什维克结盟的主要主张者。尽管库切克·汗基于他的宗教信仰和民族主义倾向对此表示犹豫，他仍然带领森林军与布尔什维克合作。
与苏联的合作建立在一些既定基础上，包括在库切克·汗的领导下建立伊朗苏维埃社会主义共和国，以及在共和国内务上苏联不得直接干涉。苏联同意向他提供军火与士兵。穆尔扎提出要为军火付钱，但被苏联执意拒绝。

## 成立
1920年5月，伊朗社会主义苏维埃共和国宣告成立。共和国并没有将土地重新分配给贫苦农民，因而被森林军中的激进派认为过于保守。逐渐地，穆尔扎和他的顾问们作为一方，苏联和正义党（不久，改组为伊朗共产党）作为另一方，双方开始产生许多分歧。

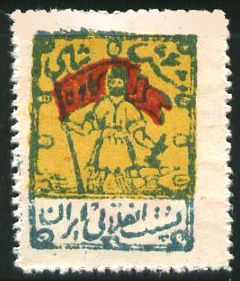
1920年，伊朗苏维埃社会主义共和国邮票

1920年6月9日，穆尔扎·库切克·汗在抗议和避免军事冲突（他向来尽可能避免军事冲突，即便在和中央政府作战时也是如此）的双重因素下，离开了共和国首都拉什特，从而给予正义党发动政变的机会。新的政府，名义上由埃赫萨诺拉·汗·达斯特达领导，实际由阿布科夫（苏俄的人民委员）控制，在共和国境内展开了一系列激进的行动，例如反宗教宣传和迫使富有的地主交出他们的财富。
保守力量认为这是长久以来本区域内俄国政治介入的最新进展，中产阶级则因为伊朗共产党掌权后采用暴力、对财产所有权的蔑视和森林军与俄国千丝万缕的联系而反感。共和国也因为大量战争难民持续涌入城市造成的经济困难进而失去了大众的支持。

## 第一届内阁
- Mohammad taghi Pir bazari - 财政委员
- Mir shams el din vaghari (Vagahr ol saltane) - 内务委员
- Seyyed Jafar Some'e sarai (Mohseni) - 外务委员
- Mahmud Reza - 司法委员
- Abolghasem Rezazade (Fakhraei) - 贸易委员
- Nasrollah Reza - 邮电委员
- Mohammadali Gilak (Khomami) - 公共福利委员
- Ali Habibi - 警察总长
- Dr. Mansur Bavar -卫生部长
- Mirza Shokrollah khan Tonekaboni (keyhan) - 研究部长
- Amir taka - 战争委员会首席委员

### 政变
穆尔扎派出两名代表向苏俄人民委员会主席弗拉基米尔·列宁请愿，希望能解决这些纠纷，但收效甚微。1921年后，特别是在苏联和英国签订协议之后，苏联决定停止对吉兰苏维埃共和国的支援。接下来《伊苏友好协定》（1921）的签订，确保了苏联和伊朗两国的和平关系；随后，苏联军队从伊朗境内撤走。
礼萨·汗和赛义德·焦尔丁·塔巴塔巴伊成功发动政变后，开始着手于重获中央政府对吉兰省和马赞德兰省的控制。吉兰苏维埃共和国于1921年9月正式灭亡。穆尔扎和他的德国朋友Gauook（Hooshang）逃往山中，后因伤寒而死。据说他的头被一个当地地主从尸体上砍下来在拉什特展出，以显示政府镇压革命后的权威。

## 历史分析
历史学家曾经试图分析森林军失败的原因。这方面做的研究包括Gregor Yeghikian和Ebrahim Fakhrayi（库切克·汗共和国内阁的文化部长），他们认为失败的原因可能在于一方面共产党（正义党）的过激举动激怒了公众的宗教感情；另一方面，穆尔扎·库切克·汗自身的虔诚和在与共产党合作的过程中持有的保守观点。
也有观点认为苏联方面的政策，由全球输出革命（主要由托洛茨基倡议）转向建立并保卫苏联，是苏联撤走对吉兰共和国援助的主要原因。“建立并保卫苏联”的观点获得了更多的支持，促使苏联与英国在伦敦定下条约（1921年），条约要求苏联撤走在伊朗北部部署的力量。苏联在德黑兰的大使西奥多·罗德斯坦和穆尔扎·库切克·汗之间的通信很明显地支持这一观点。 为了达成和平，罗德斯坦还给在伊桑乌拉·汗开往加兹温的军队中服役的苏联军官写信，要求他们不要遵守伊桑乌拉·汗的命令，进而造成这场远征的失败。